# TAKING THEM DOWN
「TAKING THEM DOWN」（テイキング・ゼム・ダウン）は、日本のロックバンド・L'Arc〜en〜Ciel、VAMPSのボーカリストで、シンガーソングライターであるHYDEの5作目の配信シングル。2023年6月16日発売。発売元はVirgin Music。

## 解説
前作「PANDORA」から約8ヶ月ぶりとなるシングルで、同作以来5作目となる配信シングル。
本作の表題曲「TAKING THEM DOWN」は、ヘヴィなギターとシンセサウンドが印象的な楽曲に仕上げられている。ちなみにこの曲の制作には、Julian（MAKE MY DAY）がコンポーザーとして参加している。HYDEは本作発売当時に受けたインタビューの中で、Julianらとの楽曲制作を振り返り「Julianが"HYDEさんに曲を書きました"と2021年に原型となる曲を持ってきてくれて。それをAliとhicoを交えてああだこうだ言いながら制作していきました。自分が歌ううえでキャッチーであることは常に大切にしてるんだけど、Julianが作ってきたデモはちょっとヘヴィメタル色が強かったので、シンセ系の音を入れたり、hicoにメロを加えてもらったり、それぞれのよさを持ち寄って作り上げましたね。なぜか僕に"この曲を歌ってほしい"と言ってきてくれるのは、メタル系の人が多いんです（笑）。僕が歌うことでメタルシーン以外から見られるだろうし、バンドではできないアプローチができるというのが面白いのかな？ Julianの場合は自分のバンドもやってるから、僕としてはそっちに負けたくないという気持ちもありました。僕もいい曲じゃないと採用したくないから、一緒にブラッシュアップしていったし、お互いにいい刺激になったと思います」と述べている。また、HYDEはこの曲の歌詞に関して「置かれている状況や人生観を反映した」と示唆している。
なお、配信開始から約1ヶ月後の2023年7月23日には公式YouTubeアーティストチャンネルにおいて、ミュージック・ビデオが無料公開されている。

## 収録曲
| #  | タイトル             | 作詞                    | 作曲                    | 編曲         | 時間 |
| -- | -------------------- | ----------------------- | ----------------------- | ------------ | ---- |
| 1. | 「TAKING THEM DOWN」 | HYDE, Julian, hico, Ali | HYDE, Julian, hico, Ali | Julian, hico | 2:52 |

## タイアップ
TAKING THEM DOWN
- 「P真・北斗無双第4章」タイアップソング

## 参加ミュージシャン
- HYDE：Vocal
- Arrangement & Instruments：Julian, hico

## 収録アルバム
- 『HYDE［INSIDE］』 (#1)